# Strażnica KOP „Bakałarzewo”
Strażnica KOP „Bakałarzewo” – zasadnicza jednostka organizacyjna Korpusu Ochrony Pogranicza pełniąca służbę ochronną na granicy polsko-niemieckiej.

## Formowanie i zmiany organizacyjne
W 1927, w składzie 6 Półbrygady Ochrony Pogranicza, został sformowany 29 batalion odwodowy. W 1928 w skład batalionu wchodziło 7 strażnic. W latach 1928 – 1938 w strukturze organizacyjnej kompanii granicznej KOP „Filipów” funkcjonowała strażnica KOP „Bakałarzewo”. Strażnica liczyła około 18 żołnierzy i rozmieszczona była przy linii granicznej z zadaniem bezpośredniej ochrony granicy państwowej.
W 1932 obsada strażnicy zakwaterowana była w budynku popolicyjnym. Strażnicę z macierzystą kompanią łączyła szosa długości 2 km.

## Służba graniczna
Podstawową jednostką taktyczną Korpusu Ochrony Pogranicza przeznaczoną do pełnienia służby ochronnej był batalion graniczny. Odcinek batalionu dzielił się na pododcinki kompanii, a te z kolei na pododcinki strażnic, które były „zasadniczymi jednostkami pełniącymi służbę ochronną”, w sile półplutonu. Służba ochronna pełniona była systemem zmiennym, polegającym na stałym patrolowaniu strefy nadgranicznej, wystawianiu posterunków alarmowych, obserwacyjnych i kontrolnych stałych, patrolowaniu i organizowaniu zasadzek w miejscach rozpoznanych jako niebezpieczne, kontrolowaniu dokumentów i zatrzymywaniu osób podejrzanych, a także utrzymywaniu ścisłej łączności między oddziałami i władzami administracyjnymi.
Strażnica KOP „Bakałarzewo” w 1932 ochraniała pododcinek granicy państwowej szerokości 9 kilometrów 800 metrów od słupa granicznego nr 230 do 241, a w 1938 pododcinek szerokości 11 kilometrów 380 metrów od nr 229 do 240.
Wydarzenia
W maju 1930 aresztowano strz. Feliksa Grubę i strz. Jana Bednarka, którym zarzucono naruszenie obowiązków służbowych w czasie pełnienia służby. Będący na patrolu obaj żołnierze, w nocy 24 na 25 maja spotkali pięciu obywateli Niemiec, przepuścili ich na polską stronę i przyjęli od nich poczęstunek w postaci kilku kieliszków wódki, zakąski i papierosów. Całą sytuację zaobserwował będący na kontroli służby dowódca strażnicy KOP „Wierciochy” plut. Stanisław Krawczyk. Dokonał on zatrzymania obu żołnierzy, a potem przekazał ich oficerowi sądowemu.
Sąsiednie strażnice:
- strażnica KOP „Wierciochy” ⇔ strażnica KOP „Filipów” – 1928[2], 1929[3], 1932[4], 1934[5], i 1938[6].

## Dowódcy strażnicy
- sierż. Michał Biskup (do XI 1929)[9],
- st. sierż. Antoi Łebek (od X 1930 do II 1935),
- sierż. Józef Porwał (od 1 III 1935 do 8 III 1937),
- sierż. Marian Marszałkiewicz (od 9 V 1937 do 10 VII 1938),
- sierż. Aleksander Dziedziak (od 11 VII 1938 do 15 I 1939).